# Poppelse janhagel

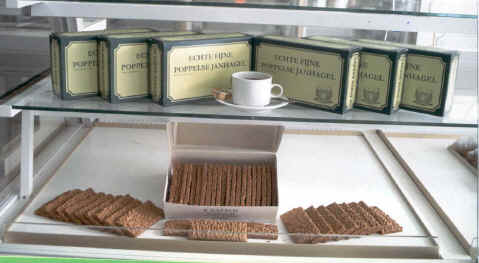
Poppelse janhagel

De Poppelse janhagel is een specialiteit uit het Belgische dorp Poppel. Het is een soort broze koek.

## Geschiedenis Dalleu en janhagel
De geschiedenis van de Poppelse janhagel heeft veel met de geschiedenis te maken van de familie Dalleu. Zij waren Franse paardenhandelaars uit Arras. Ze hebben zich in 1745 te Waalwijk gevestigd. Later gingen de Dalleu's ook andere beroepen uitoefenen. Sommigen werden logementhouders, bakkers, burgemeesters en secretarissen.
Joannes Wilhelmus Dalleu uit Waalwijk is de grondlegger van de Poppelse janhagel. Als paardenkoopman kwam hij al jaren regelmatig in het westen van de provincie Noord-Brabant waar elke boer zijn eigen janhagel bakte en hij bijna zeker daar het recept in handen kreeg.
Joannes Dalleu bakte hoogstwaarschijnlijk de Janhagel in Waalwijk omstreeks 1830 en niet in Poppel. Pas na de dood van zijn vrouw in 1838 verhuisde hij naar Poppel waar hij samenwerkte met zijn zoon, Lucas Joannes Dalleu.
Lucas Dalleu trouwde te Poppel met Maria Josepha de Jong in 1841 en kocht een huis in Turnhout. Lucas heeft niet lang in Turnhout gewoond, want zijn kinderen werden te Poppel geboren. Hij was een veelzijdig man: in Poppel was hij suikerbakker, winkelier, herbergier en gemeentesecretaris, en nadat hij verhuisde naar Brussel en Mechelen met zijn tweede vrouw noemde hij zichzelf "Directeur d'assurances". Hij overleed te Brussel in 1887. 
Toen Lucas Dalleu senior naar Mechelen verhuisde, kwam de janhagelbakkerij in het bezit van zijn dochter Anna Maria Josepha. Van haar eerste huwelijk was haar man gestorven. Anna Maria hertrouwde in 1873 met Jacobus De Jongh die toen de volgende janhagelbakker werd. Het bedrijf werd na zijn dood voortgezet door zijn zonen Louis en Gustaaf De Jongh. 
De zoon van Louis, Staf De Jongh, verkocht het recept aan bakker Herman Bax uit Baarle-Hertog. Jaren later werd Jan Buyckx janhagelbakker, deze gaf op zijn beurt het recept door aan Peter Gatzen.